# Novîi Șleah, Krîvîi Rih
Novîi Șleah (în ucraineană Новий Шлях) este un sat în comuna Vesele din raionul Krîvîi Rih, regiunea Dnipropetrovsk, Ucraina.

## Demografie
Componența lingvistică a localității Novîi Șleah
     Ucraineană (92,42%)
     Rusă (6,97%)
     Alte limbi (0,4%)
Conform recensământului din 2001, majoritatea populației localității Novîi Șleah era vorbitoare de ucraineană (92,42%), existând în minoritate și vorbitori de rusă (6,97%).